# Dicrurus aldabranus
Dicrurus aldabranus е вид птица от семейство Dicruridae. Видът е почти застрашен от изчезване.

## Разпространение
Видът е разпространен в Сейшелите.